# Пецюкевич, Валериан Устинович
Валериан Устинович Пецюкевич (14 апреля 1926 — 2000) — советский спортсмен (хоккей с шайбой — вратарь, футбол), тренер. Мастер спорта СССР. Заслуженный тренер РСФСР.
В сезонах 1950/51 — 1957/58 играл в чемпионате СССР за армейскую команду Ленинграда. В сезоне 1958/59 — игрок команды класса «Б» ЛПИ Ленинград. Тренер ленинградского СКА в сезонах 1967/68 — 1972/73.
Третий призёр хоккейного турнира зимней Спартакиады народов СССР 1962 в составе сборной Ленинграда.
Играл за футбольные команды ДО (Выборг, 1952), ЛДО Ленинград (1964).
Окончил ВИФК.